# Sir Galvany i el Cavaller verd
Sir Galvany i el Cavaller verd (també Sir Gawain i el Cavaller verd) (en anglès Sir Gawain and the Green Knight, en anglès mitjà Sir Gawayn and þe Grene Knyȝt) és una novel·la de cavalleries en vers de finals del segle xiv. És una de les històries artúriques més conegudes, amb la seva trama que combina dos tipus de motius folklòrics: el 'joc de la decapitació' i 'l'intercanvi de les coses guanyades'. Està escrit en estrofes de llargada irregular de versos al·literatius, cadascuna de les quals acaba amb un bob and wheel rimat. El text beu de fonts gal·leses, irlandeses i angleses així com de la tradició cavalleresca francesa. S'ha popularitzat en els països de parla anglesa per les traduccions a l'anglès modern, entre elles la de J. R. R. Tolkien (que també en feu l'edició moderna, amb E. V. Gordon, el 1925) i també a través d'adaptacions en forma de pel·lícula i obres de teatre.
El text narra com el senyor Galvany (Gawain en anglès o Gauvain en francès), un cavaller de la Taula Rodona del Rei Artús, accepta el repte d'un misteriós Cavaller verd que desafia qualsevol cavaller a tallar-li el coll amb la seva pròpia destral si el cavaller accepta que se li torni el mateix cop al cap d'un any i un dia. Galvany accepta i el decapita, però el Cavaller Verd s'aixeca, recull el seu cap i se'n va tot recordant a Galvany la seva promesa i donant-li cita a la 'Capella Verda' al cap d'un any i un dia. Galvany, en la recerca de la Capella Verda, mostra les seves qualitats cavalleresques i el seu honor és posat a prova en l'episodi de Dama Bertilak, la senyora del castell de Bertilak de Hautdesert.
El poema es conserva en un sol manuscrit, el Cotton Nero A.x. a la Biblioteca Britànica, el qual també inclou tres poemes narratius religiosos: Pearl, Purity i Patience. Se suposa que tots són del mateix autor desconegut que s'ha batejat com a 'Pearl Poet' o 'Gawain Poet' ('el poeta del Pearl' o 'del Galvany'). Està escrit en el dialecte de l'anglès mitjà dels Midlands Occidentals.
Cal no confondre Sir Gawain and the Green Knight amb una altra obra posterior (del segle xvi o XVII) que narra una història similar: The Greene Knight.

## Resum de l'argument

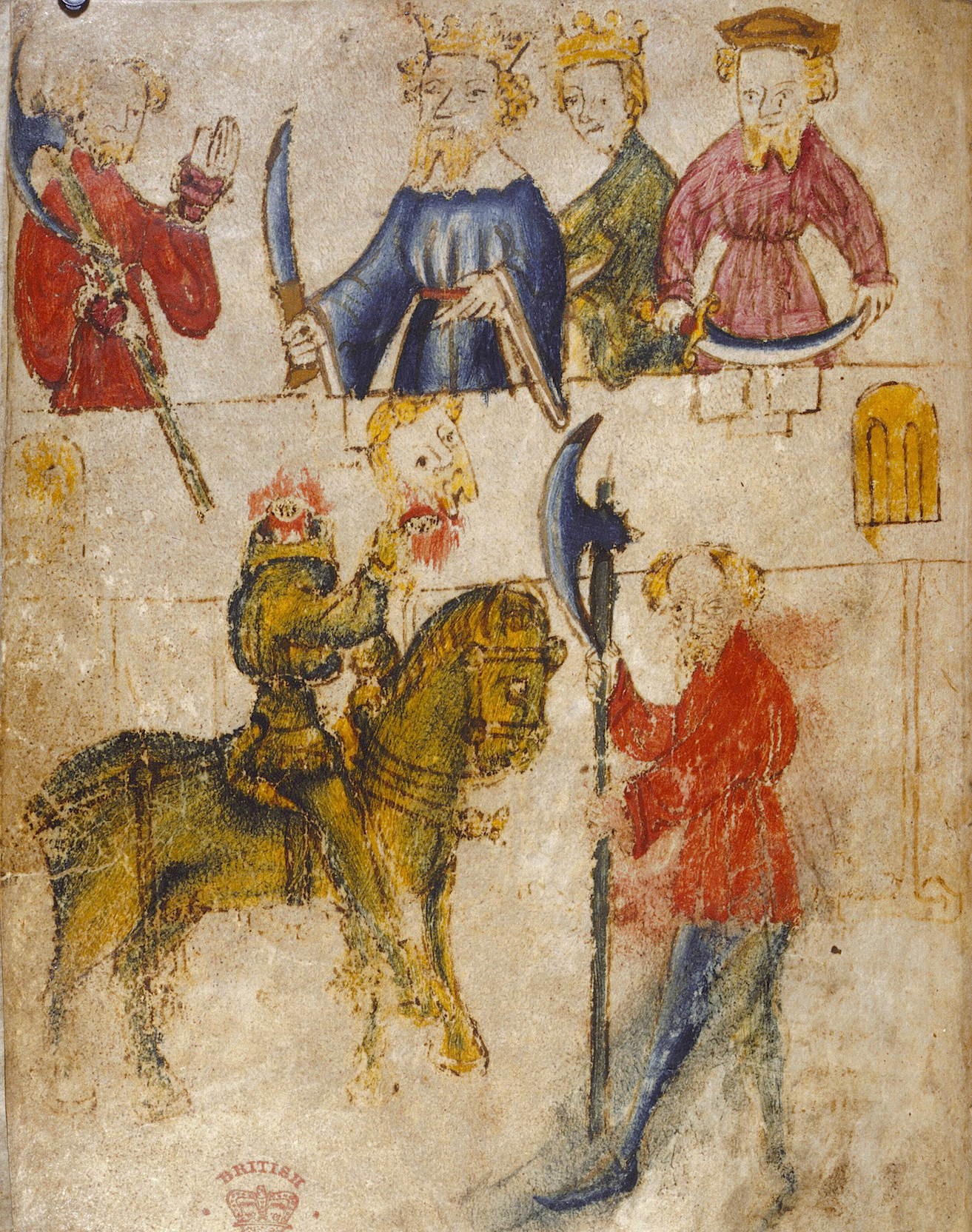
L'escena de la decapitació del Cavaller verd: el Cavaller verd ha muntat a cavall i ensenya el seu cap a la cort (Cotton Nero A.x., British Library)

A Camelot, el dia d'Any Nou, la cort del rei Artur està reunida esperant començar la festa i el rei demana que algú expliqui una aventura. En aquest moment, entra a cavall dins de la sala un cavaller gegantí, enterament verd i que munta un cavall verd. No porta armadura, però sí una destral en una mà i un ram de boix grèvol a l'altra. No vol lluitar amb cap cavaller sinó que proposa un "joc nadalenc" amistós: que un cavaller el decapiti amb la seva destral i permeti, a canvi, que ell li torni el mateix cop en el termini d'un any i un dia. Cap cavaller s'atreveix a acceptar el repte i el rei es disposa a acceptar-lo ell mateix quan Galvany, el més jove dels cavallers d'Artur i nebot seu, demana d'ocupar aquest lloc. El gegant ofereix el seu coll nu i Galvany el decapita d'un sol cop. Tanmateix, el Cavaller Verd no cau sinó que s'aixeca, agafa el seu cap tallat i ensangonat i torna a pujar al cavall; mostra el seu cap a la cort mentre la boca va parlant i recorda a Galvany que es trobaran a la Capella Verda en el termini acordat.
Quan s'acosta la data, l'endemà de Tots Sants, Galvany surt de la cort per trobar Capella Verda (de la qual no coneix la situació) i mantenir la promesa. Passen moltes aventures, que el text no descriu i a les quals només fa al·lusió, fins que arriba al magnífic castell de Bertilak de Hautdesert, que l'acull amb la seva dona. Al castell hi viu també una dama vella i lletja, que tots tracten amb respecte. Galvany els explica que cerca la Capella Verda i que només li queden uns dies per trobar-la dins del termini. Bertilak li aclareix que la Capella Verda és a menys de dues milles i proposa que Galvany es quedi al castell fins al dia acordat.
L'endemà, Bertilak surt a caçar, però abans proposa a Galvany un altre joc: ell li donarà el que caci i Galvany li donarà el que obtingui durant la jornada. Quan Bertilak se'n va, la seva dona visita Galvany a la seva cambra i mira de seduir-lo; Galvany la rebutja però li concedeix només, per no ofendre-la, que li faci un petó. Quan Bertilak torna, li dona el cérvol que ha caçat i Galvany li dona un petó. L'endemà es repeteix l'escena i, a la tornada, Galvany obté un porc senglar i dona els dos petons que ha rebut de la dama a Bertilak. El tercer dia es repeteix l'escena; aquest dia la dama vol donar un anell d'or a Galvany, però ell el refusa i accepta només un cinturó, de seda verda i fil d'or, que la dama li diu que el preservarà de prendre mal. Pensant que pot morir l'endemà, Galvany accepta el cinturó i tres petons. Al vespre, Bertilak torna amb una guineu, però Galvany li dona només els tres petons i guarda en secret el cinturó.
L'endemà, Galvany deixa el castell i va cap a la Capella Verda (que en realitat acaba essent una cova ancestral) amb el cinturó fent dues voltes a la seva cintura. Troba el Cavaller Verd que esmola una destral i, com havia promès, Galvany li ofereix el seu coll per rebre el cop. Al primer moviment de la destral, Galvany es mou lleugerament i el Cavaller Verd se'n riu. Al segon cop, Galvany no es mou, però la destral s'atura en l'aire i el Cavaller Verd diu que l'estava posant a prova. Galvany s'enfada i li demana d'acomplir el pacte i donar un cop amb la destral; el Cavaller Verd dona un tercer cop però només fereix lleument la pell de Galvany. El joc s'ha acabat. Galvany recull les seves armes i el Cavaller Verd es converteix en Bertilak de Hautdesert i li explica que tot plegat era un encanteri de la vella dama del castell, que en realitat és la Fada Morgana, germana d'Artur, que volia posar a prova els cavallers d'Artur i espantar la reina Ginebra. Galvany s'avergonyeix de la seva mentida, però Bertilak li assegura que és el millor cavaller. Galvany torna a Camelot portant el cinturó com a prova de la mancança en mantenir la seva promesa. Els cavallers de la Taula Rodona li perdonen d'aquesta falta i acorden que duran tots una cinta verda com a reconeixement de l'aventura de Galvany i com a recordatori de la necessitat de ser honestos.

## El manuscrit i "el poeta de Pearl"
El Sir Galvany és anònim, però es poden deduir algunes coses de l'autor. El manuscrit de Galvany és conegut en cercles acadèmics com a Cotton Nero A.x., segons el nom d'un dels seus propietaris coneguts, Robert Cotton, un col·leccionista de textos anglesos medievals. Abans havia estat a la biblioteca de Henry Savile. No se sap res dels seus propietaris anteriors i, de fet, el manuscrit era gairebé desconegut fins al segle xix; la primera publicació del poema és de 1839. En el manuscrit hi ha quatre il·lustracions, bastant barroeres, del text de Sir Galvany. Actualment el manuscrit forma part del fons de la Biblioteca Britànica. Es data de finals del segle xiv. Hi ha tres altres obres en el manuscrit: Pearl, Patience i Purity, que se suposa que són del mateix autor. Els estudiosos han fet algunes propostes sobre l'autoria (J. R. R. Tolkien suggeria John Massey de Cotton, Cheshire) però generalment no es consideren suficientment provades.

## Forma del vers
El text es presenta en 2.530 versos distribuïts en 101 estrofes de llargada irregular. Està escrit en versos al·literatius, sense rima ni metre regular, forma que ja no era comuna a aquesta època, però que havia tornat a ser posada de moda en el segle XIV; és el que s'anomena "Alliterative Revival" (Renaixença Al·literativa). Cada vers inclou una cesura. Al final de cada estrofa hi ha una part rimada de cinc versos, coneguda com a bob and wheel, on hi ha un vers molt breu (de quatre, o fins i tot dues, síl·labes, que tanca la frase anterior; rima A; bob) i quatre versos més llargs en rima (rima BABA; wheel).
Exemple de la primera estrofa (versos 15-19):
[bob]

15 wyth wynne.

[wheel]

16 Where werre and wrake and wonder

17 bi syþez hatz wont þerinne

18 and oft boþe blysse and blunder

19 ful skete hatz skyfted synne
[... [wheel:] On guerra, destrucció i prodigis sovint s'hi han vist, i sovint felicitat i dolor s'hi han succeït].

## Motius, estil i altres aspectes de l'obra

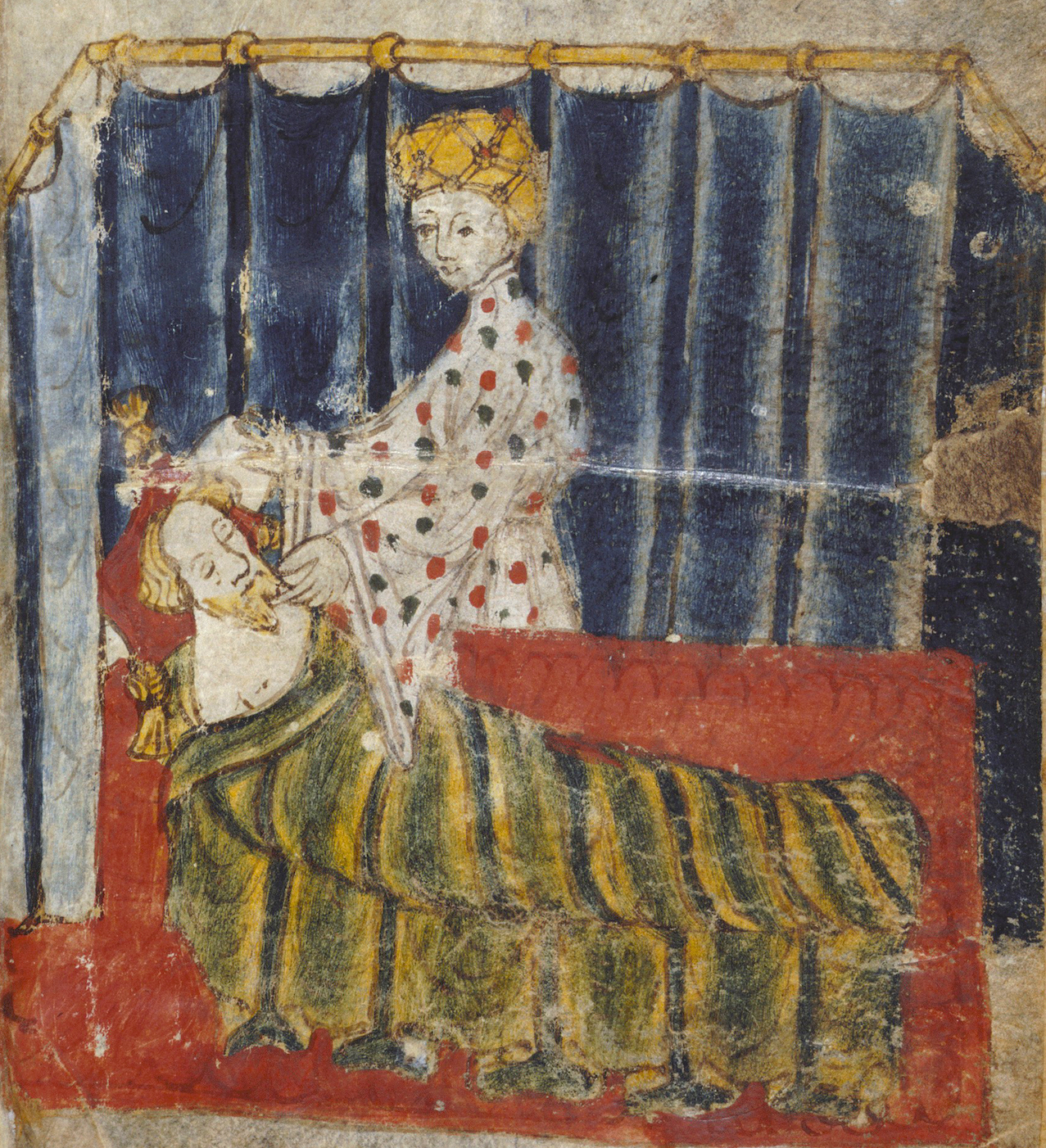
Lady Bertilak al costat del llit de Galvany; Cotton Nero A. x, fol. 129

El tema del joc de la decapitació ha estat identificat com un motiu cèltic. La documentació més antiga és en una obra irlandesa del segle viii, Fled Bricrenn ("el festí de Bricriu") on un gegant proposa el mateix joc a Cú Chulainn. També es troba en la Vida de Caradoc. El tema de la dama o donzella temptant l'heroi, sovint per ordre del seu marit o pare, es troba també freqüentment en la literatura medieval francesa (Yder, La mule sans frein).
També el color verd del cavaller ha estat posat en relació amb el món celta, on, de totes maneres, hi ha una certa ambigüetat en la seva significació: ja sigui com a color de la natura, però també té connotacions negatives.
Evidentment també s'ha parlat del Pentacle daurat sobre fons vermell que Galvany porta en el seu escut i que es descriu minuciosament (estrofes 27 i 28). Simbolitza les cinc llagues de Crist i els cinc goigs de Maria. El mateix text aclareix que els anglesos l'anomenen "Nus sense fi", perquè es pot traçar indefinidament sense aixecar el llapis del paper. La part interior de l'escut porta una imatge de la Verge. És l'única obra artúrica on l'escut de Galvany té aquest motiu cristià; en altres té un motiu heràldic tradicional (lleó, grifó o àguila, en daurat sobre verd).
S'ha assenyalat també el paral·lelisme dels tres animals que obté Bertilak en la cacera, el porc senglar més combatiu i ferotge que el cérvol, la guineu astuta i tramposa, amb les tres escenes d'intent de seducció de Lady Bertilak.
Els estudiosos han posat en relleu la descripció no tòpica i d'una gran bellesa dels paisatges en les estacions de l'any (sobretot l'hivern) i de les escenes de caça, que mostren que l'autor estava familiaritzat amb la cacera, l'espellament dels animals, etc.

## Edicions
Cal notar que la primera edició moderna fou feta per J. R. R. Tolkien (aleshores professor de filologia a Leeds abans de ser-ho a Oxford), junt amb E. V. Gordon, el 1925. Tolkien mateix en feu una adaptació a l'anglès modern (ja que l'anglès mitjà no és comprensible per a un lector modern), junt amb Pearl i Sir Orfeo, traducció que fou publicada pòstumament pel seu fill Christopher. La disposició de la portada d'aquesta edició ha fet creure a vegades que Tolkien era l'autor del Sir Gawain, ja que, a més, Tolkien és més conegut pel gran públic com a escriptor més que no pas com a científic estudiós de la literatura.

## Adaptacions modernes
Se n'han fet algunes adaptacions per a teatre, estrenades només al Regne Unit. També s'ha adaptat dues vegades al cinema, les dues pel director Stephen Weeks: Sir Gawain i el cavaller verd, el 1973, i el 1984 com L'espasa del cavaller, amb Miles O'Keeffe com a Galvany i Sean Connery com a Cavaller verd. Se n'han fet igualment dues adaptacions per a la televisió: Gawain and the Green Knight el 1991, i l'animació Sir Gawain and the Green Knight el 2002. Finalment també hi ha un curtmetratge francès de Martin Beilby: Sire Gauvain et le Chevalier Vert (2014). El poeta Simon Armitage, que també n'ha publicat una traducció, va presentar un documental a la BBC que ressegueix els paisatges on se suposa que transcorre l'acció.
Sir Gawain and the Green Knight es va adaptar com a òpera el 1978 per Richard Blackford. Aquesta "Opera in Six Scenes" va ser gravada per Decca el 1979 i publicada per Argo. També hi ha una òpera anomenada Gawain de Harrison Birtwistle que també és una adaptació de la novel·la. L'obra es va estrenar el 1991 i se n'ha lloat la fidelitat al text. Lynne Plowman va escriure l'òpera Gwyneth and the Green Knight (estrenada el 2002) que se centra, però, en la figura femenina de Gwyneth, que altrament no apareix al text original.

### En català
A més del doblatge en català de les pel·lícules esmentades d'Stephen Weeks, el conte ha aparegut al n° 611 de la revista Cavall Fort, Sir Galvany i el Cavaller verd, adaptat per Francesc Bofill, així com a la recopilació El gran llibre de llegendes medievals. També s'ha presentat sota la forma d'un conte recitat per a adults. El 2022 el conte es va publicar en català per l'editorial Cal Carré en traducció de Lola Badia.

### Edicions i traduccions
- Galvany i el Cavaller Verd, traducció de Lola Badia, Barcelona: Cal Carré, 2022 [traducció al català]
- Sir Gawain and the Green Knight, Edited J.R.R. Tolkien and E.V. Gordon, revised Norman Davis, 1925
- Sir Gawain and the Green Knight (A New Verse Translation) per Simon Armitage. Norton, 2008 [traducció a l'anglès modern]
- Sir Gawain y el caballero verde, Traducción Francisco Torres Oliver, prólogo, Luis Alberto de Cuenca, epílogo y notas, Jacobo F. J. Stuart, Madrid: Siruela, 1998 [traducció a l'espanyol]
- Sir Gawain e o cabaleiro verde, tradución ao galego e prólogo de Jorge L. Bueno Alonso, Cangas do Morrazo: Rinoceronte Editora, 2013 [traducció al gallec]

### Estudis
- The Arthur of the English: the Arthurian Legend in Medieval English life and literature, edited by W. R. J. Barron. Cardiff: University of Wales Press, 2001, p. 164-183 (Capítol de W. R. J. Barron)
- J. A. Burrow, A Reading of Sir Gawain and the Green Knight. New York: Barnes and Noble, 1966.
- Sir Gawain and the Green Knight. Translated with an Introduction by Brian Stone. Londres: Penguin Books, 1974 (2a ed.)